# Северный Суригао
Северный Суригао (себ. Amihanang Surigaw, таг. Hilagang Surigaw) — провинция Филиппин на о. Минданао в регионе Карага. Администравтивный центр — город Суригао. Провинция включает два крупных острова — Сиаргао и Большой Букас, и один малый, Нонок, расположенные в Филиппинском море. Ближайшие соседи — Северный Агусан и Южный Суригао.
Провинция является важным транспортным звеном между Минданао и Висайскими островами.

## Географическая характеристика и ресурсы
Координаты: 9гр 40′ СШ 125гр 38′ ВД. Острова, входящие в провинцию Северный Суригао, расположены у северо-восточной оконечнести о. Минданао и по соседству с о. Лейте, от которых отделены проливами Суригао и Хинатуан.
Провинция занимает площадь 1 936,9 км², что примерно эквивалентно 9,67 процента от общей площади земли Северного Минданао. Она охватывает в своей области 20 муниципалитет и 1 город.
Мангровые заросли — одно из главных явлений на этих островах. Влаголюбивые деревья занимают 175 км² по берегам Сиаргао и Букас-Гранде. В пределах данной морской экосистемы видное место занимают водоросли и коралловые рифы, которые создают условия для богатого разнообразия морякой фауны и флоры.
Богаты запасы рыбы у побережья: марлин, тунец, лапу-лапу, моллюски, крабы, кальмары. Даже скатов и осьминогов можно купить на рынке, всегда свежих и дешевых.
Те, кто заинтересован в рыбалке и подводной охоте, будет иметь всегда богатый улов на маршрутах следования тунца. Ежегодно вылавливается более 23 различных видов рыбы.
В провинции достаточное количество лесных ресурсов — железного дерева макгон по-местному, махагони). По генетике — это медленно растущее и приспособленное к минерализованной почве дерево. Поэтому для его добычи нужно поддерживать правильные условия его добычи и ухода за ним. Тогда возможен рост лесной и деревообрабатывающей отраслей промышленности.
В провинции много пещер и туннелей. Некоторые наполовину погружены в воду и большую часть времени доступны только во время отлива. Известнейшая — пещера Сухотон на о. Большой Букас (Букас-Гранде).
Полезные ископаемые островов — никель (крупнейшее — на о. Нонок).
Мелкие острова провинции на самом деле — выступающее над поверхностью воды скопление скал, покрытое кустарниковой растительностью, иногда пальмами. Использовать их можно лишь как место отдыха.

## История
В 1538 г. восточное побережье Минданао, где расположена провинция Северного Суригао, посетил португальский исследователь Франсиску ди Каштру, который обнаружил местечко, населённое племенем карага, вероятно, происхождением с Висайских островов.
Пять лет спустя испанец Руй Лопес де Вильялобос прибыл в этот же регион. Его навигатор, Бернардо де Ла Торре, назвал это место Цезария Кароли, в честь короля Испании Карла I (одновременно императора Священно-Римской империи Карла V). Однако прижилось название Карага.
Иезуиты-миссионеры в 1597 г. пытались обратить в христианство народ Бутуана (Агусан) и Караги (Суригао), но не имели большого успеха. В 1622 г. дело было продолжено, в 1642 — были основаны приходы в Тандаге и Бислиге.
В 17 в. округ Карага включал Северный и Южный Суригао, часть Восточного Давао и часть Восточного Мисамиса. Затем административное деление этого края менялось, в 1860 г. здесь было создано шесть военных округов. В конце эпохи испанского управления, в 1897 г., обе провинции Агусан, например, назывались Бутуан. Туда же входила под-провинция Суригао, которая была отделена в 1901. Как самостоятельная единица, Северный Суригао существует с июня 1960 г.
В мае 1942 г. японские войска под командованием полковника Йосиэ прибыли из Бутуана в Суригао. Был установлен контроль Японии на территории провинции, главой был поставлен лейтенант Итихара.
Освобождение от японских войск произошло в сентябре 1944 г. Решающую роль сыграли американские войска в совокупности с войсками Филиппинского содружества.
В настоящее время администрацию составляют:
губернатор Соль Матугас, вице-губернатор Артуро Эгай.

## Народ и культура
Население Суригао в основном австронезийское, но здесь живёт небольшое число китайцев, японцев и арабов.
Суригао — родина автохтонного населения племени мамануа. Характерной чертой их культуры являются самобытные танцы, которые демонстрируются на местном фестивале Бонок-Бонок. Он проходит в сентябре и посвящён Св. Николаю Толентинскому.
В провинции обнаружено много археологических находок, в том числе и артефактов китайского происхождения (домашняя, кухонная утварь). Все это размещено в экспозиции Мини-Музея в Суригао-сити.
Суригао носит эпитет "Ворота в Минданао. Ежегодно здесь проводится фестиваль Бонок-Бонок-Мараджао-Караджао, призывающего отдохнуть от суетной жизни городов и столиц.
В культуре заметно американское и европейское влияние.

## Демографическая обстановка
Общая численность населения — 442 588 чел. (2010).
Плотность населения — 228,50 чел./км².
Местный язык — суригаонон, немногие говорят по-тагальски и на языке варай. Практически все владеют английским.
В религиозном плане преобладают католики, встречаются протестанты и аглипаянцы.

## Административное деление
В административном отношении делится на 20 муниципалитет и 1 город:

### Город
- Суригао (Surigao City)

### Муниципалитеты
| - Алегрия (Alegria) - Бакуаг (Bacuag) - Бургос (Burgos) - Клавер (Claver) - Дапа (Dapa) - Дель-Кармен (Del Carmen) - Генерал Луна (General Luna) - Гигакуит (Gigaquit) - Маинит (Mainit) - Малимоно (Malimono) | - Пилар (Pilar) - Пласер (Placer) - Сан-Бенито (San Benito) - Сан-Франсиско (San Francisco) - Сан-Исидро (San Isidro) - Санта-Моника (Santa Monica) - Сисон (Sison) - Сокорро (Socorro) - Тагана-Ан (Tagana-an) - Тубод (Tubod) |